# マミフィケーション
マミフィケーション(mummification bondage)とは、主に欧米に浸透している拘束及び緊縛の手法であり、性行為におけるプレイの一つである。
エジプトのミイラのように頭から爪先まで包帯やテープで全身を巻きつける。緊縛をする側は、相手方の身動きがとれない様子を楽しみ、緊縛をされる側は自らが拘束されているという被征服感を味わうとされる。
強く巻きつけすぎると窒息の危険がある。また、解けなくなることもある。このようなことから、マミフィケーションプレイの際には緊急時に備えてハサミなど巻きつけたものを切るための道具を用意しておくとよい。
日テレ系のクイズ番組、宝探しアドベンチャー 謎解きバトルTORE!では、実際にミイラのように布で巻かれながらクイズに答えると言う趣旨のコーナーが存在した。
マミフィケーションを取り扱っている作品としては、『宅配便は梱包メイド－ぐるぐるマミフィケーション』がその例である。日本では認知度が低いため、マミフィケーションが見られる場面は二次創作が主である。